# 1761년 영국 총선
조지 3세는 즉위와 함께 종래의 정부 내 토리당 공권 박탈을 해제하고 국세를 선거에 쓰는 것을 막았으나, 수상 제1대 뉴캐슬 공작 토머스 펠럼홀스는 개인 자산까지 이용하며 선거에서 절대 다수를 차지한다.
공권박탈이 끝나면서 개인발전을 위한 새 기회가 제공되자 토리당은 붕괴해버렸고, 공존은 여당을 자극했다. 그러나 당의 일관성을 유지할 정도의 이념이 살아남진 못해, 거물 귀족들을 중심으로 계파로 나뉘어, 1770년까지 이어질 정치적 불안정에 기여하게 된다. 이 선거는 영국 사상 가장 비민주적인 선거로 기억되고 있다.

## 선거 결과
| 정당   | 의석 수 |
| ------ | ------- |
| 휘그당 | 446석   |
| 토리당 | 112석   |
| 합계   | 558석   |